# Monte Porale
Il Monte Porale è un monte posto tra la valle Scrivia e la val Lemme tra i comuni di Fraconalto (in Piemonte) e Ronco Scrivia (in Liguria).

## Toponimo
Il nome del monte, analogamente a quello della vicina cima dell'Alpe di Porale, deriverebbe da Peroallum (in italiano fienile), un termine della tarda latinità. Il toponimo potrebbe però anche essere legato al ligure, almeno per quanto riguarda il suo suffisso. Da un originario Porallo il tipico suffisso ligure "allo" si sarebbe infatti trasformato in "ale".

## Descrizione

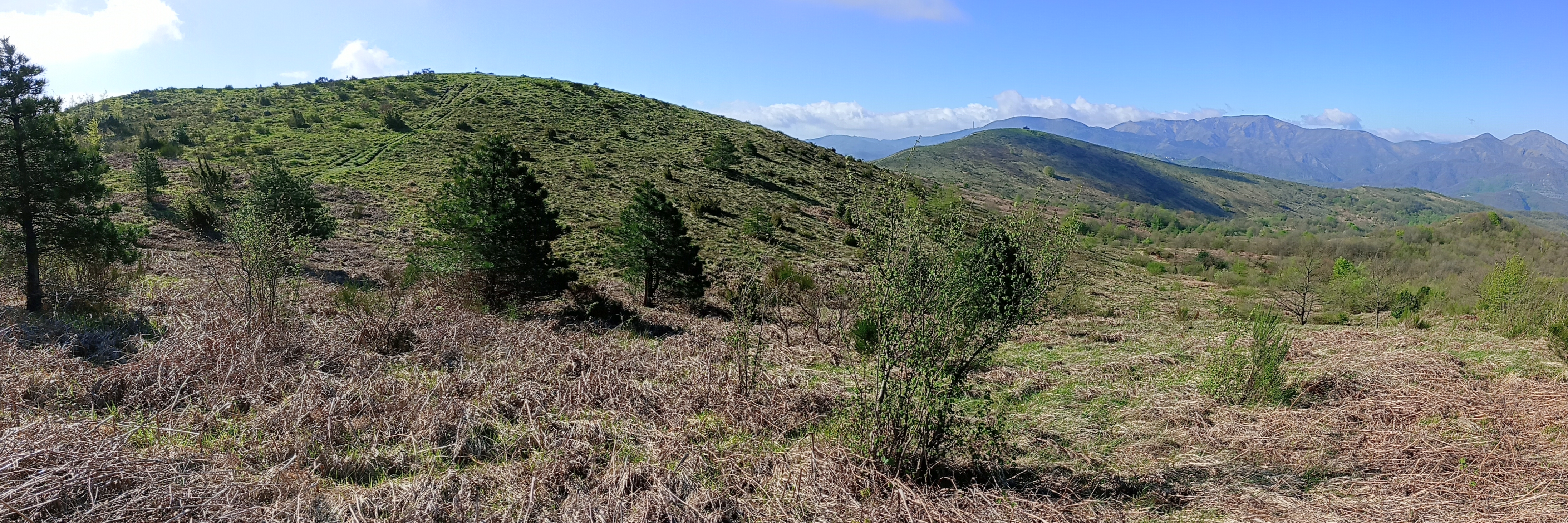
Il Monte Porale con, a destra, l'Alpe di Porale e, sullo sfondo, il Tobbio

il Monte Porale raggiunge gli 835 metri s.l.m. e fa parte del Gruppo del Monte Figne e, in particolare, del "Sottogruppo del Porale". Si trova sul crinale spartiacque tra i bacini della Scrivia e del Lemme. Verso sud una sella senza nome sulla cartografia ufficiale lo collega con l'Alpe di Porale, di poco più alta, e con il corpo principale dalla catena appenninica, mentre verso nord lo spartiacque prosegue in direzione del monte Zuccaro. Amministrativamente il monte Porale è al confine tra la provincia di Alessandria (comune di Fraconalto) e la Città metropolitana di Genova (comune di Isola del Cantone).

## Il parco eolico
L'Enel e la Fera s.r.l. hanno in progetto di costruire un parco eolico di 11 torri alte 55 metri (7 nel comune di Voltaggio e 4 nel comune di Ronco Scrivia) con tre pale ciascuna e un diametro di 52 metri e una velocità tra i 15 e i 30 giri al minuto. La costruzione del parco eolico è fortemente osteggiata a Ronco Scrivia dove si è già costituito un comitato contro il parco eolico mentre la provincia di Alessandria ha già concluso le procedure burocratiche. Sulla centrale eolica è stata anche presentata un'interrogazione parlamentare da parte dei deputati dei radicali Bruno Mellano e del Pd Livia Turco. Inoltre a Ronco Scrivia è stata istituita una commissione ambiente che ha dato parere favorevole. La Fera s.r.l. ha già costruito impianti a Calice Ligure e Stella in provincia di Savona.

## Storia
In antichità dal monte Porale passava la Via Postumia Anteriore collegando il passo della Bocchetta con Rigoroso e quindi con la fiorente città romana di Libarna.

## Accesso alla vetta

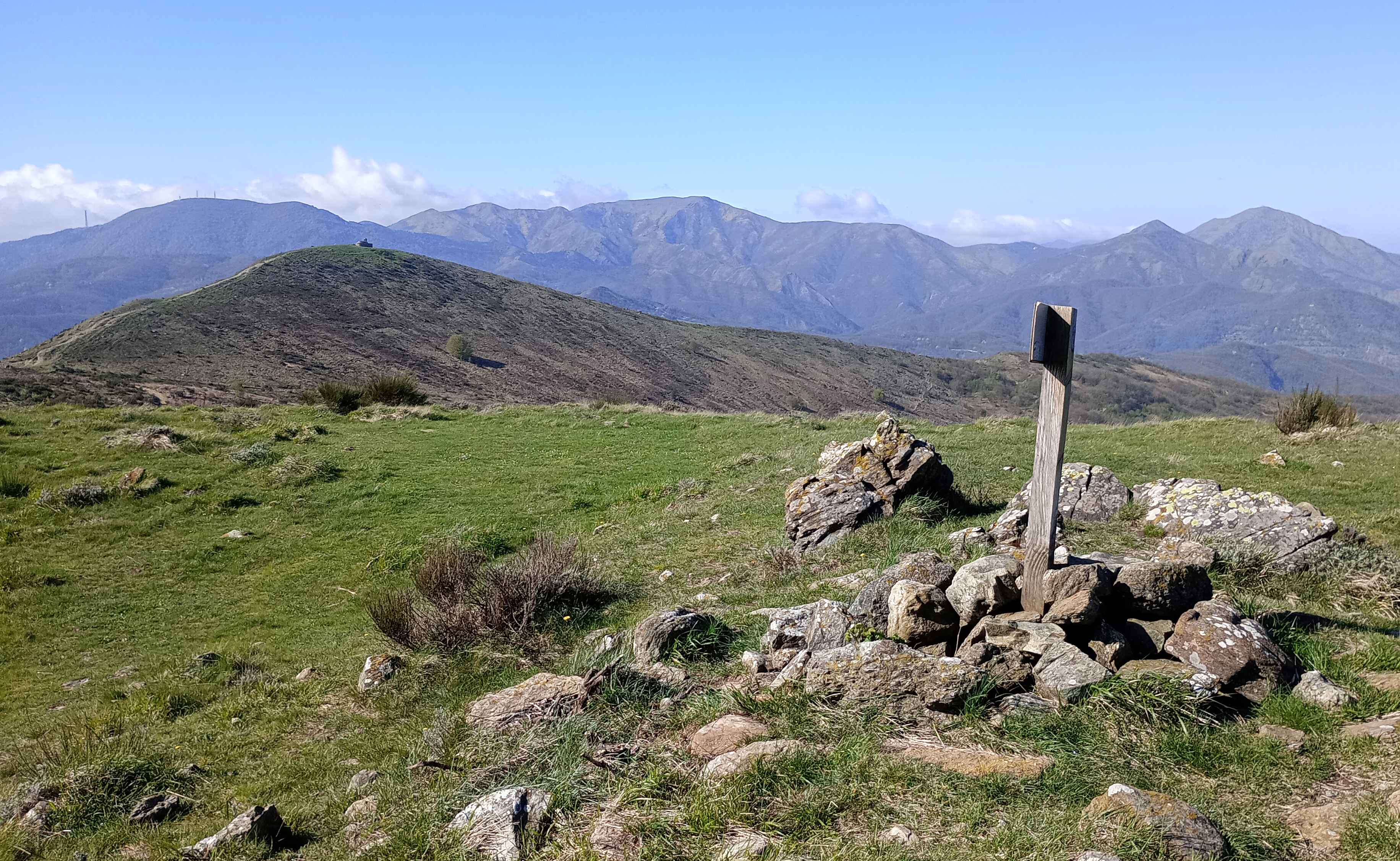
La cima della montagna

Il Monte Porale è raggiungibile a piedi partendo dalla stazione di Ronco Scrivia. Un altro itinerario che tocca la vetta del monte è il Sentiero europeo E1, che può essere imboccato da Arquata Scrivia o anche, accorciando di parecchio l'escursione, dalla frazione Borlasca (Isola del Cantone).